# Tipulomorpha
Tipulomorpha (os tipulomorfos) são uma infraordem de dípteros nematóceros, que inclui o extenso grupo das típulas (mosquitos-gigante) e várias famílias relacionadas. Três destas famílias foram incluídas historicamente na família Tipulidae.

## Taxonomia
Uma classificação recente, baseada em fósseis, divide este grupo num conjunto de superfamílias extintas (abaixo) e inclui membros de outras infraordens, embora não tenha conseguido obter ampla aceitação entre os especialistas. Nessa classificação, o grupo inclui os seguintes taxa extintos:
- Superfamília  Eopolyneuridea
  - Eopolyneuridae - (Triássico superior)
  - Musidoromimidae - (Triássico superior)
- Superfamília  Tipulodictyidea †
  - Tipulodictyidae - (Triássico superior)
- Superfamília  Tanyderophryneidea, †
  - Tanyderophryneidae - (Triássico médio)
- Superfamília  Tipuloidea
  - Architipulidae † (Triássico superior)
  - Eolimnobiidae † (Jurássico inferior)
  - Tipulidae
- Superfamília  Eoptychopteridea, †
  - Eoptychopteridae - (Jurássico inferior)